# Leucothyreus liborius
Leucothyreus liborius är en skalbaggsart som beskrevs av Ohaus 1918. Leucothyreus liborius ingår i släktet Leucothyreus och familjen Rutelidae. Inga underarter finns listade i Catalogue of Life.